# Josef Popper-Lynkeus
Josef Popper-Lynkeus (21. února 1838 Kolín – 22. prosince 1921 Vídeň) byl český a rakouský filozof, sociální reformátor a vynálezce. Byl strýcem filozofa Karla Poppera.

## Životopis
Narodil se v Kolíně v Čechách, v židovské rodině. Vystudoval německou techniku v Praze a posléze ve Vídni. Poté pracoval na železnici, avšak od roku 1862 se věnoval jen vynalézání a psaní. Objevil přitom možnost přenosu elektrické energie, ale jeho objev tehdy nevzbudil žádný zájem. K jeho nejdůležitějším vynálezům patřilo zařízení, které zlepšilo pracovní kapacitu kotlů parního motoru, který našel využití zejména v cukrovarnickém průmyslu. Vynalezl též rotační křídlo a povrchový kondenzátor. Spolupracoval s pražským fyzikem Ernstem Machem, byli blízkými přáteli.
Jeho filozofie představovala radikální individualismus. Odmítal ideu veřejného dobra či jakoukoli přínosnost náboženství, některé jeho texty byly proto zabavovány pro rouhačství a přestupky proti veřejné morálce. Odmítal také respektovat moc státu, například jeho právo si vynucovat vojenskou službu. Protože byl kritizován, že jeho názory vedou k anarchismu, rozvratu a neřeší sociální otázky, přišel nakonec roku 1912 s konceptem sociální reformy – každý jedinec měl mít podle něj nárok na byt, šatstvo, jídlo a lékařskou péči od společnosti. Jeho dílo se stalo velmi populární po první světové válce a živě se o něm diskutovalo, zvláště mezi vídeňskými liberály a sociálními demokraty.
Jeho názory na sny ovlivnily Sigmunda Freuda, zejména jeho představu o "cenzorské" instanci ovlivňující snění.
Byl dobrým přítelem génia a vědce Alberta Einsteina, jak se můžeme dočíst v knize “42 hvězd mezi nebem a zemí”, o které se hovoří v dokumentu Českého rozhlasu “Zapomenutí židovští autoři”. 